# Крейб, Джеймс
Джеймс Обри Крейб (англ. James Aubrey Crabe; 19 августа 1931, Лос-Анджелес, Калифорния — 2 мая 1989, Шерман-Окс, Калифорния) — американский кинооператор. Лауреат двух премий «Эмми» и номинант на премию «Оскар».

## Биография
Родился 19 августа 1931 года в Лос-Анджелесе, США. Карьеру в кино начал в качестве помощника оператора на съёмках фильма The Touchables (1961). В 1962 году дебютировал как основной кинооператор на съёмках картины The Proper Time. Известен по фильмам «Рокки», «Парень-каратист», «Парень-каратист 2» и «Полицейская академия 2: Их первое задание». В 1981 году получил номинацию на премию «Оскар» за операторскую работу в фильме «Формула». Дважды становился лауреатом прайм-таймовой премии «Эмми» в категории лучшая операторская работа в телефильме или сериале. В 1982 году за телефильм The Letter, а в 1984 году за эпизод сериала Mike Hammer. В 1987 году был номинирован на премию Американского общества кинооператоров за операторскую работу в фильме «Парень-каратист 2».
Крейг скончался 2 мая 1989 года от осложнений, вызванных СПИДом.

## Избранная фильмография
- 1973 — Спасите тигра / Save the Tiger (реж. Джон Эвилдсен)
- 1976 — Рокки / Rocky (реж. Джон Эвилдсен)
- 1979 — Китайский синдром / The China Syndrome (реж. Джеймс Бриджес)
- 1980 — Формула / The Formula (реж. Джон Эвилдсен)
- 1982 — Ночная смена / Night Shift (реж. Рон Ховард)
- 1984 — Парень-каратист / The Karate Kid (реж. Джон Эвилдсен)
- 1985 — Полицейская академия 2: Их первое задание / Police Academy 2: Their First Assignment (реж. Джерри Пэрис)
- 1986 — Парень-каратист 2 / The Karate Kid 2 (реж. Джон Эвилдсен)
- 1988 — Надолго ли? / For Keeps? (реж. Джон Эвилдсен)